# Marmeleiro (Guarda)
Marmeleiro is een plaats (freguesia) in de Portugese gemeente Guarda en telt 516 inwoners (2001).